# Tsinghuauniversitetet

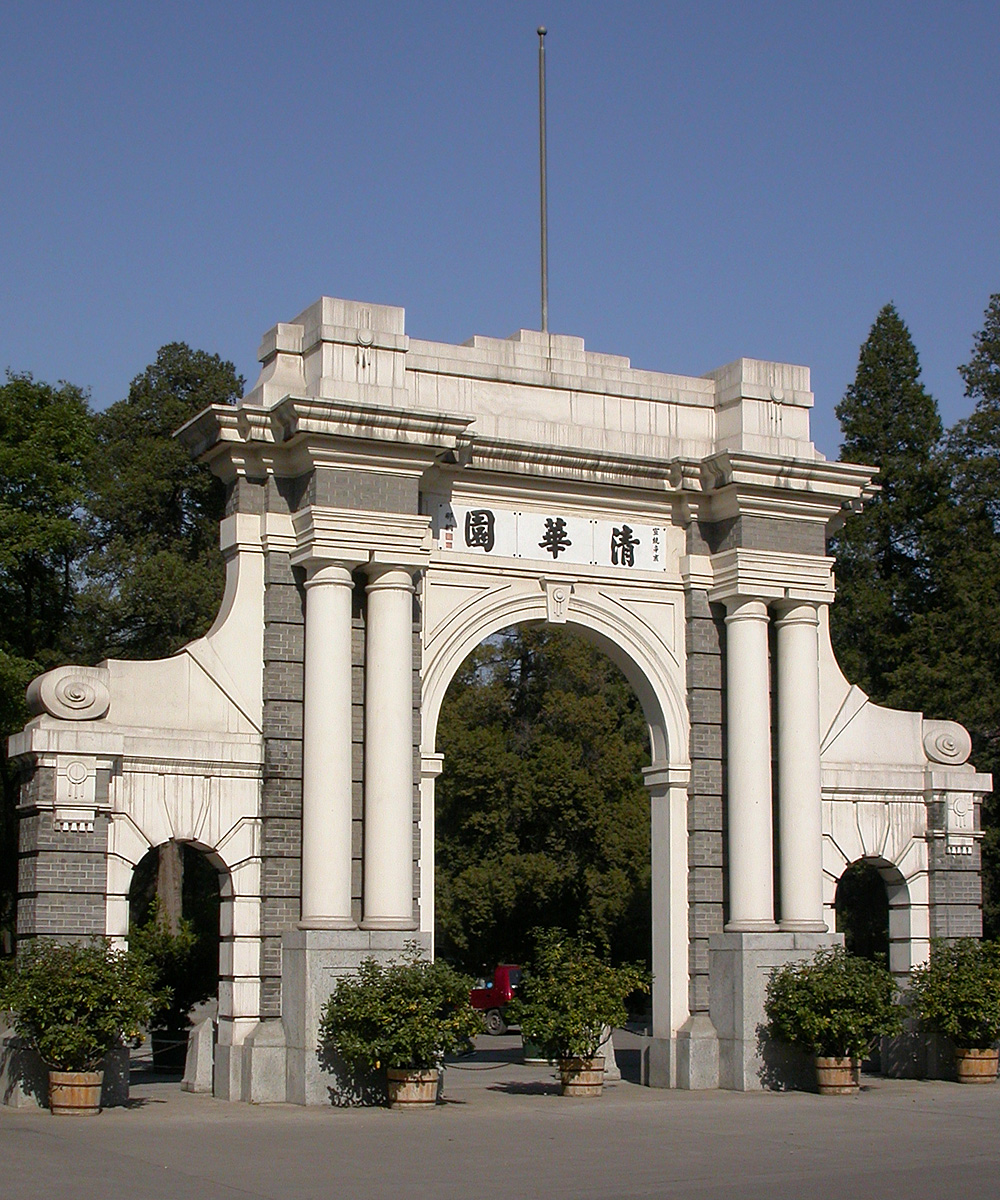
Den gamla porten, som idag ligger inne på universitetsområdet, är en symbol för Tsinghuauniversitetet

Tsinghuauniversitetet (kinesiska: 清华大学, pinyin: Qīnghuá Dàxué) är ett av Kinas främsta och mest prestigefulla universitet. Tsinghua (Qinghua), som det ofta kallas, ligger i Peking, grundades 1911 och har idag (2020) drygt 36 000 studenter. Kinas tidigare president Hu Jintao har studerat där.
Lärosätet är ett av världens främsta. Det rankades på 22:a plats i världen i Times Higher Educations ranking av världens främsta lärosäten 2019 och som nummer 16 i QS Universitetsvärldsrankning över världens bästa universitet år 2020.